# Dorothy McGowan
Dorothy McGowan, parfois appelée Dorothea McGowan, est une mannequin et actrice américaine, née le 28 août 1939 à New York et morte le 2 janvier 2022 à Mamaroneck.
En 1966, elle tient le rôle principal dans le film Qui êtes-vous, Polly Maggoo ? de William Klein.

## Biographie
Dorothy McGowan naît le 28 août 1939 à Bay Ridge, quartier de Brooklyn, à New York. Ses parents, Sarah, née Philbin, et Michael, sont nés en Irlande. Dorothy a une sœur, Mary, et deux frères : Peter est d'abord policier, puis ordonné prêtre en 1966 ; James est policier. En 1972, James est le principal négociateur d'une prise d'otages qui sera portée à l'écran dans Un après-midi de chien.
Dorothy reçoit une formation de danseuse. En 1964, elle se serait trouvée à l'aéroport Kennedy parmi la foule qui accueillait les Beatles. C'est là qu'un agent artistique l'aurait remarquée. McGowan ne mentionne pas cet épisode. Il y a peut-être confusion avec un souvenir évoqué par elle, lié à une tournée des quatre musiciens aux États-Unis, celle de l'été 1964. À cette époque, la jeune femme débute pour Harper's Bazaar. Elle pose à New York pour William Klein, lorsque des cris stridents provenant du bas de la rue attirent l'attention du photographe. C'est le « siège de l'hôtel Delmonico », où séjournent les Beatles. Klein entraîne McGowan pour la photographier hurlant au milieu des groupies.
Elle commence une carrière de mannequin à Manhattan. Elle fait la une de Harper's Bazaar, Vogue, Elle, Glamour. Elle travaille avec les photographes Richard Avedon, Irving Penn, Melvin Sokolsky (en), Francesco Scavullo, et avec William Klein, dont elle est un des modèles favoris,. Comme Wilhelmina Behmenburg par exemple, elle marque la transition entre les mannequins des années 1950 et ceux représentant le mouvement de la jeunesse des années 1960, telles Jean Shrimpton et Twiggy.
En 1966, elle tient le rôle principal — le rôle d'une top model — dans le film Qui êtes-vous, Polly Maggoo ? de William Klein, qui est tourné en France. Peu après, elle met un terme à sa carrière pour fonder une famille,. Elle épouse le photographe français Didier Dorot. Ils ont deux enfants, Damien et Juliette. Puis ils divorcent.
Passionnée de voile, McGowan s'établit au bord de la mer, près de New York, dans la petite ville de Mamaroneck. Elle y meurt le 2 janvier 2022, âgée de 82 ans.

## Filmographie

### Cinéma
- 1966 : Qui êtes-vous, Polly Maggoo ? de William Klein, Polly Maggoo

### Télévision
- 1967 : Pariser Journal (série télévisée documentaire, épisode #7.1), elle-même
- 2012 : Imagine (The Many Lives of William Klein), elle-même